# Seve Paeniu
Seve Paeniu est un diplomate et homme politique tuvaluan.

## Biographie
Il est le neveu de Bikenibeu Paeniu, Premier ministre des Tuvalu à deux reprises dans les années 1980 et 1990 puis ambassadeur des Tuvalu à Taïwan. Titulaire d'une licence d'études commerciales de l'université de Canterbury en Nouvelle-Zélande en 1987, il obtient un diplôme de Master d'économie de l'université d'Hawaï en 1989. Employé ensuite dans l'administration publique, il est directeur de la planification au ministère tuvaluan des Finances de 1989 à 1993,. Il est ensuite secrétaire permanent au ministère de l'Éducation et des Sports.
En 2006 il est brièvement le haut commissaire (ambassadeur) des Tuvalu aux Fidji. De 2007 à 2010 il est conseiller en développement durable au Programme régional océanien de l'environnement, aux Samoa. Secrétaire permanent au ministère tuvaluan des Finances de 2010 à 2012, il est ensuite consultant pour le Programme des Nations unies pour le développement et la Commission économique et sociale pour l'Asie et le Pacifique, puis conseiller financier pour le gouvernement de Nauru de 2013 à 2015. De 2015 à 2018 il est le président de l'Organisation douanière d'Océanie, à Suva aux Fidji.
Il est élu député de l'atoll de Nukulaelae au Fale i Fono, le parlement national des Tuvalu, aux élections législatives de 2019, et est nommé ministre des Finances et du Développement économique par le nouveau Premier ministre Kausea Natano. Ce poste fait également de lui ex officio le gouverneur de la Banque nationale des Tuvalu, et le représentant des Tuvalu au comité des gouverneurs de la Banque asiatique de développement.
En amont des élections législatives de 2024 il annonce qu'il compte défier Kausea Natano pour le poste de Premier ministre, et informe son oncle Bikenibeu Paeniu, l'ambassadeur des Tuvalu à Taïwan, que s'il est élu il pourrait rompre les relations des Tuvalu avec ce pays, au profit de la république populaire de Chine. Il conserve son siège de député, mais renonce à briguer le poste de Premier ministre, et n'est pas intégré au gouvernement du nouveau Premier ministre Feleti Teo, qui réaffirme la reconnaissance par les Tuvalu de Taïwan.